# Dt&CRO
주식회사 Dt&CRO는 경기도 용인시에 본사를 둔 의학 및 약학 연구개발(CRO) 기업이다.